# ماغي روجرز
ماغي روجرز (بالإنجليزية: Maggie Rogers)‏ هي مغنية مؤلفة أمريكية، ولدت في 25 أبريل 1994 في ايستون في الولايات المتحدة.

## وصلات خارجية
- الموقع الرسمي
- ماغي روجرز على موقع IMDb (الإنجليزية)
- ماغي روجرز على موقع ميوزك برينز (الإنجليزية)
- ماغي روجرز على موقع أول ميوزيك (الإنجليزية)
- ماغي روجرز على موقع ديسكوغز (الإنجليزية)